# Porano
Porano település Olaszországban, Terni megyében. Lakosainak száma 1920 fő (2023. január 1.). Porano Lubriano és Orvieto községekkel határos.

## Népesség
A település népessége az elmúlt években az alábbi módon változott:
| Lakosok száma | 1971 | 1982 | 1920 |
|               | 2017 | 2018 | 2023 |